# Tabanus fronto
Tabanus fronto är en tvåvingeart som beskrevs av Osten Sacken 1876. Tabanus fronto ingår i släktet Tabanus och familjen bromsar. Inga underarter finns listade i Catalogue of Life.